# Cathédrale Saint-Siméon de Brest
La cathédrale Saint-Siméon (en biélorusse : Свята-Сімяонаўскі сабор) est une cathédrale orthodoxe de Brest, en Biélorussie.